# 路爾斯·般莫迪
路爾斯·般莫迪·彭利拿（英語：Luís Boa Morte Pereira，1977年8月4日—，葡萄牙語發音：[luˈiʃ ˈboɐ ˈmɔɾt(ɨ)]），是一名葡萄牙足球員，司職進攻中場、前鋒，亦有擔任中場中。
般莫迪在家鄉球會士砵亭成名，1997年獲英超阿仙奴邀請加盟，其後亦曾效力修咸頓、富咸及韋斯咸等球隊。其後效力多隊次級聯賽球隊。